# Савінці
Са́вінці (рос. Савинцы) — присілок у складі Афанасьєвського району Кіровської області, Росія. Входить до складу Ічетовкінського сільського поселення.
Населення становить 210 осіб (2010, 250 у 2002).
Національний склад станом на 2002 рік — росіяни 100 %.